# Asz-Szumajtijja
Asz-Szumajtijja (arab. الشميطية) – miejscowość w Syrii, w muhafazie Dajr az-Zaur. W 2004 roku liczyła 11 392 mieszkańców.